# 荒木泰臣
荒木 泰臣（あらき やすおみ、1946年〈昭和21年〉10月10日 - 2023年〈令和5年〉10月27日）は、日本の政治家。熊本県嘉島町長（10期）、元嘉島町議会議員（1期）。第21代全国町村会長（2期）、熊本県町村会長。御船地区衛生施設組合管理者、熊本県土地改良事業団体連合会会長、消防団員等公務災害補償等共済基金理事長。

## 来歴
1969年（昭和44年）3月、東海大学文学部を卒業。民間企業の会社役員を経て、1983年（昭和58年）、嘉島町議会議員に当選し、1期務めた。
1987年（昭和62年）2月、嘉島町長に就任。就任後、河川の改修、水利事業、企業や大型ショッピングモールの誘致、住宅向けの区間整理、医療を中心とした子育て支援などを推進し、熊本県町村会長、九州地区町村会長、全国町村会副会長、御船地区衛生施設組合管理者、熊本県土地改良事業団体連合会会長などを歴任。
2017年（平成29年）7月31日、第21代全国町村会長に就任（2023年7月退任）。
2020年（令和2年）11月20日、消防団員等公務災害補償等共済基金理事長に就任。
2023年（令和5年）9月28日、健康上の理由で町議会議長に町長辞職願を提出し受理された（辞職は同年10月18日付）。
辞職後の10月27日、熊本市内の病院で死去した。77歳没。死没日付をもって正五位に叙され、旭日重光章を追贈された。